# Six Nations Summer Series des moins de 20 ans 2022
Ne doit pas être confondu avec Tournoi des Six Nations des moins de 20 ans 2022.
Le Six Nations Summer Series des moins de 20 ans 2022, première édition de cette compétition, a lieu en Italie à partir du 24 juin 2022 jusqu'au 12 juillet 2022.
L'équipe d'Afrique du Sud remporte la compétition en battant le pays de Galles 47 à 27 en finale.

## Contexte, format et organisation
En l'absence du Championnat du monde junior pour la troisième année consécutive, le Comité des Six Nations met en place une nouvelle compétition estivale pour les sélections de rugby à XV des moins de 20 ans. La compétition se déroule en Italie, pays qui devait organiser le Championnat du monde junior 2020 avant que la pandémie de Covid-19 ne l'en empêche, elle se tient du 24 juin 2022 au 12 juillet 2022, date de la finale,.
Les huit équipes participantes sont réparties dans deux poules et jouent trois matchs par poule. Ensuite, une dernière journée de classement vient mettre un terme à la compétition avec des matchs de poules croisées,.

## Équipes participantes et poules
Les huit équipes nationales des moins de 20 ans qualifiées sont composées des six équipes du Tournoi des Six Nations et de deux autres équipes,, :
| Poule A            | Poule B            |
| ------------------ | ------------------ |
| Afrique du Sud -20 | Écosse -20         |
| Angleterre -20     | Pays de Galles -20 |
| France -20         | Géorgie -20        |
| Irlande -20        | Italie -20         |

La participation de l'Afrique du Sud dans la compétition résulte d'une volonté de rapprochement de cette nation avec le Tournoi des Six Nations.

## Stades
L'Italie est désignée pour organiser la compétition ; les villes de Trévise (Stadio Comunale di Monigo) et de Vérone (Payanini Center) sont choisies pour accueillir les rencontres,.
| Ville   | Stade                     | Capacité |
| ------- | ------------------------- | -------- |
| Trévise | Stadio Comunale di Monigo | 5 000    |
| Vérone  | Payanini Center           | 2 500    |

## Acteurs du Championnat du monde junior 2024

### Joueurs

#### Poule A

##### Afrique du Sud
Le 7 juin 2022, l'entraîneur sud-africain, Bafana Nhleko, dévoile ses trente joueurs retenus.
Le 20 juin, Canan Moodie est forfait et remplacé par Latica Nela. Sacha Mngomezulu est nommé capitaine, Ethan James (en) et Reinhardt Ludwig (en) sont les vice-capitaines.
| Entraîneur | Entraîneur             | Bafana Nhleko                                                                              |
| Avants     | Pilier                 | Juann Else, Corné Lavagna, Sebastian Lombard, Sivu Mabece, Lamla Nunu, Corné Weilbach (en) |
| Avants     | Talonneur              | Tiaan Lange, Lukhanyo Vokozela (en)                                                        |
| Avants     | Deuxième ligne         | Connor Evans (en), Reinhardt Ludwig (en), Merwe Olivier (en), Corné Rahl                   |
| Avants     | Troisième ligne aile   | Paul de Villiers (en), Gcino Mdletshe, Siya Ningiza, Ruan Venter                           |
| Avants     | Troisième ligne centre | Cameron Hanekom, Louw Nel                                                                  |
| Arrières   | Demi de mêlée          | Imad Khan (en), Neil le Roux, Nico Steyn (en)                                              |
| Arrières   | Demi d'ouverture       | Sacha Mngomezulu , Compion von Ludwig                                                      |
| Arrières   | Centre                 | Carlton Banies, Suleiman Hartzenberg (en), Ethan James (en)                                |
| Arrières   | Ailier                 | Duran Koevort, Katlego Letebele, Canan Moodie , Latica Nela                                |
| Arrières   | Arrière                | Donovan Don                                                                                |

##### Angleterre
Le sélectionneur anglais Alan Dickens (en) dévoile son groupe de 32 joueurs pour la compétition. Henry Arundell et Will Joseph ne sont pas disponibles car sélectionnés avec le XV de la Rose.
| Entraîneur | Entraîneur             | Alan Dickens (en)                                                                                        |
| Avants     | Pilier                 | Archie McArthur, Tumy Onasanya, Mikey Summerfield, Andrew Turner (en), Jevaughn Warren (en)              |
| Avants     | Talonneur              | Ollie Fletcher, John Stewart, Finn Theobald-Thomas (en)                                                  |
| Avants     | Deuxième ligne         | Lewis Chessum (en), Tom Lockett (en), Charlie Rice                                                       |
| Avants     | Troisième ligne aile   | Lucas Brooke (en), Chandler Cunningham-South, Emeka Ilione (en) , Ewan Richards (en), Ethan Staddon (en) |
| Avants     | Troisième ligne centre | Greg Fisilau, Toby Knight (en)                                                                           |
| Arrières   | Demi de mêlée          | Charlie Bracken (en), Tom Carr-Smith                                                                     |
| Arrières   | Demi d'ouverture       | Louie Johnson (en), Fin Smith, Jed Walsh                                                                 |
| Arrières   | Centre                 | Ethan Grayson, Tom Litchfield, Rekeiti Ma'asi-White (en)                                                 |
| Arrières   | Ailier                 | Alex Harmes, Conor Oresanya, Iwan Stephens (en)                                                          |
| Arrières   | Arrière                | Sam Harris, George Hendy, Tobi Wilson                                                                    |

##### France
Le 17 juin, l'encadrement français annonce son groupe de trente joueurs retenus. La principale absence est celle du demi de mêlée Nolann Le Garrec, retenu avec les Barbarians. Cependant, bien que sélectionnés, Louis Le Brun, Matis Perchaud et Enzo Reybier ne participent pas à la compétition, étant tous les trois appelés avec le XV de France dans le cadre de la tournée d'été au Japon.
Par la suite, Émile Dayral, Jefferson Joseph, Brent Liufau et Pierre-Emmanuel Pacheco sont également convoqués.
| Entraîneur | Entraîneur             | Jean-Marc Béderède                                                                                    |
| Avants     | Pilier                 | Robin Bellemand, Abel da Cunha, Thomas Moukoro, Pierre-Emmanuel Pacheco, Matis Perchaud, Eliott Yemsi |
| Avants     | Talonneur              | Benjamin Boudou, Victor Montgaillard, Connor Sa                                                       |
| Avants     | Deuxième ligne         | Léo Labarthe, Brent Liufau, Samuel M'Foudi, Raphaël Portat                                            |
| Avants     | Troisième ligne aile   | Léo Banos, Maxime Baudonne, Jules Coulon, Noé Della Schiava                                           |
| Avants     | Troisième ligne centre | Théo Ntamack, Malohi Suta, Killian Tixeront                                                           |
| Arrières   | Demi de mêlée          | Baptiste Jauneau, Simon Tarel                                                                         |
| Arrières   | Demi d'ouverture       | Léo Barré, Émile Dayral, Mateo Garcia                                                                 |
| Arrières   | Centre                 | Nicolas Depoortère, Émilien Gailleton , Louis Le Brun                                                 |
| Arrières   | Ailier                 | Louis Bielle-Biarrey, Jefferson Joseph, Gatien Massé, Ethan Randle, Enzo Reybier                      |
| Arrières   | Arrière                | Max Auriac                                                                                            |

##### Irlande
Le 17 juin, Richie Murphy (en) dévoile un groupe de 31 joueurs pour la compétition. Il nomme Reuben Crothers capitaine.
Le 28 juin, il est annoncé que Patrick Campbell (en) est ajouté au groupe.
| Entraîneur | Entraîneur             | Richie Murphy (en)                                                                               |
| Avants     | Pilier                 | George Hadden, Joseph Mawhinney, Darragh McSweeney, Oisin Michel, Kieran Ryan, Scott Wilson (en) |
| Avants     | Talonneur              | Josh Hanlon, James McCormick, Dominic Rhys Hey                                                   |
| Avants     | Deuxième ligne         | Charlie Irvine, Adam McNamee, Conor O'Tighearnaigh                                               |
| Avants     | Troisième ligne aile   | Reuben Crothers , Diarmuid Mangan, James McNabney, Ronan O'Sullivan                              |
| Avants     | Troisième ligne centre | Lorcan McLoughlin, George Shaw                                                                   |
| Arrières   | Demi de mêlée          | Ethan Coughlan (en), Michael Moloney, Andrew O'Mahony                                            |
| Arrières   | Demi d'ouverture       | Tony Butler (en), Sam Prendergast                                                                |
| Arrières   | Centre                 | David Dooley, Fionn Gibbons (en), Daniel Hawkshaw                                                |
| Arrières   | Ailier                 | George Coomber, Aitzol King (en), Shay McCarthy, Dylan O'Grady                                   |
| Arrières   | Arrière                | Patrick Campbell (en), Reece Malone                                                              |

#### Poule B

##### Écosse
Le 20 juin, Kenny Murray (en) convoque 32 joueurs pour la compétition. Le capitaine est Rhys Tait (en).
| Entraîneur | Entraîneur             | Kenny Murray (en)                                                                        |
| Avants     | Pilier                 | Iain Carmichael, James Lascelles, Callum Norrie (en), Ali Rogers, Gregor Scougall        |
| Avants     | Talonneur              | Patrick Harrison, Gregor Hiddleston, Duncan Hood                                         |
| Avants     | Deuxième ligne         | Jake Spurway, Josh Taylor, Max Williamson                                                |
| Avants     | Troisième ligne aile   | Rudi Brown (en), Tim Brown, Matt Deehan, Euan Groenewald, Liam McConnell, Rhys Tait (en) |
| Avants     | Troisième ligne centre | Ollie Leatherbarrow                                                                      |
| Arrières   | Demi de mêlée          | Ben Afshar, Finlay Burgess, Murray Redpath                                               |
| Arrières   | Demi d'ouverture       | Euan Cunningham, Christian Townsend                                                      |
| Arrières   | Centre                 | Thomas Glendinning, Duncan Munn (en), Ben Salmon, Andy Stirrat                           |
| Arrières   | Ailier                 | Ryan Daley, Kerr Johnston, Gabe Jones, Ross McKnight                                     |
| Arrières   | Arrière                | Keiran Clark                                                                             |

##### Pays de Galles
Le 16 juin, Byron Hayward (en) sélectionne trente joueurs. Il nomme Joe Hawkins capitaine en l'absence d'Alex Mann blessé.
Durant le premier match, Che Hope (en) subit une blessure et ne rejoue pas de la compétition. Luke Davies (en) le remplace.
| Entraîneur | Entraîneur             | Byron Hayward (en)                                                                 |
| Avants     | Pilier                 | Rhys Barratt (en), Nathan Evans (en), Ellis Fackrell, Cameron Jones, Adam Williams |
| Avants     | Talonneur              | Oli Burrows, Efan Daniel (en), Morgan Veness                                       |
| Avants     | Deuxième ligne         | Dafydd Jenkins, Christ Tshiunza, Benji Williams                                    |
| Avants     | Troisième ligne aile   | Ethan Fackrell, Caleb Salmon, Ben Williams (en), Ryan Woodman                      |
| Avants     | Troisième ligne centre | Mackenzie Martin, Morgan Morse                                                     |
| Arrières   | Demi de mêlée          | Che Hope (en) , Luke Davies (en), Rhodri Lewis, Morgan Lloyd                       |
| Arrières   | Demi d'ouverture       | Dan Edwards, Josh Phillips                                                         |
| Arrières   | Centre                 | Bryn Bradley (en), Mason Grady, Joe Hawkins , Joe Westwood (en)                    |
| Arrières   | Ailier                 | Oli Andrew, Harri Houston                                                          |
| Arrières   | Arrière                | Iestyn Hopkins (en), Cameron Winnett                                               |

##### Géorgie
Le 17 juin, l'encadrement géorgien nomme un groupe de 31 joueurs pour la compétition. L'entraîneur, Lado Kilasonia, nomme Aleksandre Burduli capitaine.
| Entraîneur | Entraîneur             | Lado Kilasonia |
| Avants     | Pilier                 | Sergo Abramishvili, Nika Babunashvili, Davit Gvelesiani, Aleksandre Kuntelia, Giorgi Mamaiashvili, Badri Tsikhistavi |
| Avants     | Talonneur              | Giorgi Maisuradze, Nikolozi Sutidze                                                                                  |
| Avants     | Deuxième ligne         | Aleksandre Burduli , Paata Galdava, Giorgi Kervalishvili, Gigi Kurkhuli                                              |
| Avants     | Troisième ligne aile   | Tornike Baikhoidze, Beka Gelkhvidze, Lasha Tsikhistavi, Rati Zazadze                                                 |
| Avants     | Troisième ligne centre | Beka Shvangiradze |
| Arrières   | Demi de mêlée          | Kote Iashvili, Davit Khuroshvili                                                                                     |
| Arrières   | Demi d'ouverture       | Davit Imnadze, Petre Khutsishvili, Mathis Modebadze                                                                  |
| Arrières   | Centre                 | Giorgi Chikovani, Tornike Kakhoidze, Ioane Metreveli                                                                 |
| Arrières   | Ailier                 | Shalva Aptsiauri, Vitali Iremadze, Gaga Kevkhishvili                                                                 |
| Arrières   | Arrière                | Saba Liparteliani, Giorgi Navrozashvili, Luka Sakhelashvili                                                          |

##### Italie
Le 14 juin, Massimo Brunello (it) convoque trente joueurs. Capitaine lors du Tournoi des Six Nations des moins de 20 ans en début d'année, Giacomo Ferrari (en) est blessé et forfait. David Odiase (en) est également forfait tandis qu'Alessandro Garbisi est retenu avec l'équipe d'Italie senior. Ross Vintcent est nommé capitaine de la sélection.
À partir de la deuxième journée, le talonneur Tommaso Scramoncin remplace Giovanni Quattrini, blessé, dans le groupe.
| Entraîneur | Entraîneur             | Massimo Brunello (it)                                                                       |
| Avants     | Pilier                 | Alex Artuso, Riccardo Bartolini, Valerio Bizzotto, Riccardo Genovese (en), Luca Rizzoli     |
| Avants     | Talonneur              | Lapo Frangini (en), Giovanni Quattrini , Tommaso Scramoncin                                 |
| Avants     | Deuxième ligne         | Alex Mattioli, Alessandro Ortombina, Francesco Ruffolo                                      |
| Avants     | Troisième ligne aile   | Carlos Berlese, Giovanni Cenedese, Filippo Lavorenti, Giulio Marini                         |
| Avants     | Troisième ligne centre | Matteo Rubinato, Ross Vintcent                                                              |
| Arrières   | Demi de mêlée          | Sebastiano Battara, Andrea Cuoghi                                                           |
| Arrières   | Demi d'ouverture       | Giovanni Sante, Nicolò Teneggi (en)                                                         |
| Arrières   | Centre                 | Lorenzo Elettri, François Carlo Mey, Dewi Passarella (en)                                   |
| Arrières   | Ailier                 | Filippo Bozzoni (en), Federico Cuminetti, Alessandro Gesi, Filippo Lazzarin, Flavio Vaccari |
| Arrières   | Arrière                | Lorenzo Pani, Tommaso Simoni                                                                |

## Résultats

### Phase de poule
Lors de la phase de poule, la première journée est prévue le 24 et le 25 juin, la seconde le 29 et le 30 juin et la troisième le 5 et 6 juillet,.
- Les premiers de chaque groupe et le meilleur deuxième sont qualifiés pour les demi-finales.
- Les deux moins bons deuxièmes et les deux meilleurs troisièmes participent aux matches de classement pour les places 5 à 8.

#### Groupe A
| Rang | Pays               | J | V | N | D | Bo | Bd | Pm  | Pe  | Diff | Pts |
| ---- | ------------------ | - | - | - | - | -- | -- | --- | --- | ---- | --- |
| 1    | Afrique du Sud -20 | 3 | 3 | 0 | 0 | 3  | 0  | 105 | 73  | +32  | 15  |
| 2    | Angleterre -20     | 3 | 1 | 0 | 2 | 2  | 1  | 87  | 87  | 0    | 7   |
| 3    | France -20         | 3 | 1 | 0 | 2 | 2  | 0  | 89  | 92  | -3   | 6   |
| 4    | Irlande -20        | 3 | 1 | 0 | 2 | 1  | 1  | 82  | 111 | -29  | 6   |

#### Groupe B
| Rang | Pays               | J | V | N | D | Bo | Bd | Pm | Pe  | Diff | Pts |
| ---- | ------------------ | - | - | - | - | -- | -- | -- | --- | ---- | --- |
| 1    | Pays de Galles -20 | 3 | 3 | 0 | 0 | 2  | 0  | 98 | 59  | +39  | 14  |
| 2    | Italie -20         | 3 | 2 | 0 | 1 | 2  | 1  | 90 | 56  | +34  | 11  |
| 3    | Géorgie -20        | 3 | 1 | 0 | 2 | 1  | 1  | 98 | 83  | +15  | 6   |
| 4    | Écosse -20         | 3 | 0 | 0 | 3 | 0  | 0  | 46 | 134 | -88  | 0   |

#### Classement de la phase de poule
À l'issue de la phase de poule, le classement est le suivant :
| Rang | Équipe             | RP  | Pts | Diff |
| ---- | ------------------ | --- | --- | ---- |
| 1    | Afrique du Sud -20 | 1er | 15  | +32  |
| 2    | Pays de Galles -20 | 1er | 14  | +39  |
| 3    | Italie -20         | 2e  | 11  | +34  |
| 4    | Angleterre -20     | 2e  | 7   | 0    |
| 5    | Géorgie -20        | 3e  | 6   | +15  |
| 6    | France -20         | 3e  | 6   | -3   |
| 7    | Irlande -20        | 4e  | 5   | -29  |
| 8    | Écosse -20         | 4e  | 0   | -88  |

### Phase finale
Lors de la phase finale, tous les matchs de classement ainsi que la finale sont prévus le même jour, le 12 juillet 2022 au Stadio Comunale di Monigo de Trévise,,.
L'Afrique du Sud et le pays de Galles jouent la finale tandis que l'Angleterre et l'Italie se disputent la troisième place. La France rencontre la Géorgie pour la cinquième place et l'Irlande affronte l'Écosse pour déterminer les deux dernières places de la compétition,.

#### Classement 5 à 8

##### Match pour la7eplace
| 12 juillet 2022 12 h | Irlande -20 | 41 - 24 (29 - 14) | Écosse -20 | Stadio Comunale di Monigo, Trévise Arbitre : Benoit Rousselet |
| 12 juillet 2022 12 h | Essai(s) : 7 Hawkshaw (1re), Wilson (en) (9e), King (en) (12e), Prendergast (16e), Gibbons (en) (22e), Mangan (53e), McCarthy (68e) Transformation(s) : 3 Prendergast (2e, 10e, 54e) Carton(s) jaune(s) : 1 Mangan (25e) | Rapport           | Essai(s) : 3 Harrison (20e, 38e), Leatherbarrow (70e) Transformation(s) : 3 Cunningham (21e, 40e, 71e) Pénalité(s) : 1 Cunningham (46e) Carton(s) jaune(s) : 2 Hiddleston (15e), Munn (en) (58e) | Stadio Comunale di Monigo, Trévise Arbitre : Benoit Rousselet |
| 12 juillet 2022 12 h | | Rapport           | | Stadio Comunale di Monigo, Trévise Arbitre : Benoit Rousselet |

##### Match pour la5eplace
| 12 juillet 2022 15 h | France -20 | 44 - 17 (17 - 10) | Géorgie -20 | Stadio Comunale di Monigo, Trévise Arbitre : Federico Vedovelli |
| 12 juillet 2022 15 h | Essai(s) : 6 Massé (27e, 34e), Boudou (43e), Bielle-Biarrey (45e), Auriac (65e), Banos (74e) Transformation(s) : 4 Auriac (28e, 47e, 67e), Dayral (74e) Pénalité(s) : 2 Auriac (42e, 59e) Carton(s) jaune(s) : 2 Liufau (53e), Bellemand (63e) Carton(s) rouge(s) : 1 Moukoro (40e) | Rapport           | Essai(s) : 2 Kuntelia (8e), L.Tsikhistavi (54e) Transformation(s) : 2 Khutsishvili (9e, 55e) Pénalité(s) : 1 Khutsishvili (23e) Carton(s) jaune(s) : 1 Abramishvili (36e) | Stadio Comunale di Monigo, Trévise Arbitre : Federico Vedovelli |
| 12 juillet 2022 15 h | | Rapport           | | Stadio Comunale di Monigo, Trévise Arbitre : Federico Vedovelli |

#### Classement 1 à 4

##### Match pour la3eplace
| 12 juillet 2022 18 h | Angleterre -20 | 31 - 38 (29 - 19) | Italie -20 | Stadio Comunale di Monigo, Trévise 1 300 spectateurs Arbitre : AJ Jacobs (en) |
| 12 juillet 2022 18 h | Essai(s) : 5 Carr-Smith (9e), Fletcher (14e), Stephens (en) (16e), Ilione (en) (49e), Lockett (en) (66e) Transformation(s) : 3 Harris (11e, 16e, 68e) Carton(s) jaune(s) : 1 Walsh (12e) | Rapport           | Essai(s) : 4 de pénalité (12e), Scramoncin (20e), Vintcent (30e), Lazzarin (38e) Transformation(s) : 3 de pénalité (12e), Teneggi (en) (22e, 40e) Pénalité(s) : 3 Teneggi (6e, 43e), Sante (78e) Drop(s) : 1 Pani (46e) Carton(s) jaune(s) : 1 Pani (46e) | Stadio Comunale di Monigo, Trévise 1 300 spectateurs Arbitre : AJ Jacobs (en) |
| 12 juillet 2022 18 h | | Rapport           | | Stadio Comunale di Monigo, Trévise 1 300 spectateurs Arbitre : AJ Jacobs (en) |

##### Finale
| 12 juillet 2022 21 h | Afrique du Sud -20 | 47 - 27 (26 - 3) | Pays de Galles -20 | Stadio Comunale di Monigo, Trévise Arbitre : Damián Schneider |
| 12 juillet 2022 21 h | Essai(s) : 7 Nel (6e), Lange (11e, 27e, 50e), Hartzenberg (en) (22e, 56e), James (en) (60e) Transformation(s) : 5 Mngomezulu (8e, 13e, 23e), Don (57e, 61e) Carton(s) jaune(s) : 1 Nel (37e) | Rapport          | Essai(s) : 4 Grady (45e), Westwood (en) (63e), Fackrell (73e), Jones (77e) Transformation(s) : 2 Hawkins (64e, 78e) Pénalité(s) : 1 Hawkins (9e) Carton(s) jaune(s) : 1 Evans (en) (10e) | Stadio Comunale di Monigo, Trévise Arbitre : Damián Schneider |
| 12 juillet 2022 21 h | | Rapport          | | Stadio Comunale di Monigo, Trévise Arbitre : Damián Schneider |

| Afrique du Sud -20 · Titulaires · Donovan Don 15 · 48e Katlego Letebele 14 · 60e Ethan James (en) 13 · 22e 56e Suleiman Hartzenberg (en) 12 · 72e Imad Khan (en) 11 · 33e Sacha Mngomezulu 10 · Nico Steyn (en)0 9 · 6e 37e à 47e 72e Louw Nel0 8 · 61e Ruan Venter0 7 · 72e de Villiers (en)0 6 · Reinhardt Ludwig (en)0 5 · 57e Connor Evans (en)0 4 · 51e Corné Weilbach (en)0 3 · 11e Lukhanyo Vokozela (en)0 2 · 51e Corné Lavagna0 1 · Remplaçants · 11e 11e 27e 50e Tiaan Lange 16 · 51e 78e Juann Else 17 · 51e Sivu Mabece 18 · 72e Merwe Olivier (en) 19 · 61e Siya Ningiza 20 · 33e Neil le Roux 21 · 72e Latica Nela 22 · 48e Duran Koevort 23 · 78e Lamla Nunu 24 · 57e Corné Rahl 25 · 72e Gcino Mdletshe 26 · Entraîneur · Bafana Nhleko |  |  |  | Pays de Galles -20 · Titulaires · 15 Cameron Winnett 67e · 14 Oli Andrew 10e 21e 63e · 13 Mason Grady 45e · 12 Joe Hawkins · 11 Harri Houston · 10 Dan Edwards 57e · 9 0Morgan Lloyd 51e · 8 0Ryan Woodman 57e · 7 0Ethan Fackrell 73e · 6 0Ben Williams (en) 40e · 5 0Dafydd Jenkins · 4 0Christ Tshiunza · 3 0Nathan Evans (en) 10e à 21e 51e · 2 0Oli Burrows 51e · 1 0Rhys Barratt 61e · Remplaçants · 16 Efan Daniel (en) 51e 77e · 17 Cameron Jones 61e 77e · 18 Adam Williams 16e 21e 51e · 19 Mackenzie Martin 57e · 20 Morgan Morse 40e 69e · 21 Luke Davies (en) 51e · 22 Josh Phillips 57e · 23 Joe Westwood (en) 63e 63e · 24 Iestyn Hopkins (en) 67e · 25 Caleb Salmon 69e · 26 Morgan Veness 77e · Entraîneur · Byron Hayward (en) |

#### Classement final

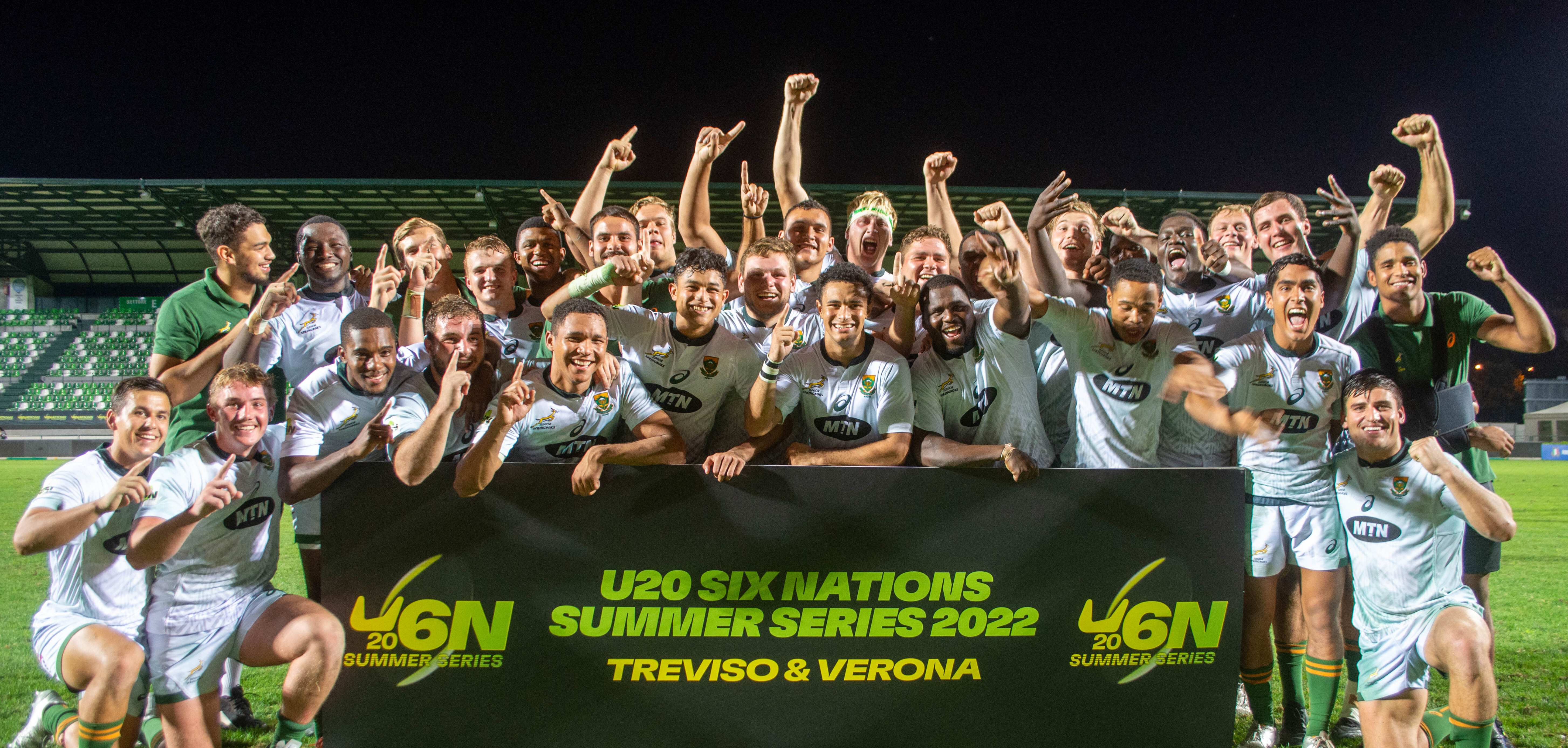
L'Afrique du Sud célèbre sa victoire dans la compétition.

L'Afrique du Sud remporte la compétition après sa victoire en finale 47 à 27 contre le pays de Galles.
L'Italie, à domicile, termine à la troisième place de la compétition en battant l'Angleterre 38 à 31.
Pour le match pour la cinquième place, la France s'impose 44 à 17 contre la Géorgie.
L'Irlande bat l'Écosse 41 à 24 lors du match de classement pour déterminer la septième et la huitième place. L'Écosse termine donc dernière avec aucune victoire.

## Récompenses et statistiques individuelles

### Équipe type de la compétition
À l'issue de la compétition, une sélection de plusieurs joueurs ayant réalisés de bonnes performances au fil du tournoi sont choisis pour composer l'équipe type de ce dernier. Celle-ci est composée d'un Anglais, un Écossais, trois Français, deux Gallois, deux Géorgiens, deux Italiens, deux Irlandais et deux Sud-Africains,.
| Poste                  | Joueurs                   | Joueurs                   | Joueurs                   | Joueurs                        | Joueurs                        | Joueurs                        |
| ---------------------- | ------------------------- | ------------------------- | ------------------------- | ------------------------------ | ------------------------------ | ------------------------------ |
| Arrière                | [15] Lorenzo Pani         | [15] Lorenzo Pani         | [15] Lorenzo Pani         | [15] Lorenzo Pani              | [15] Lorenzo Pani              | [15] Lorenzo Pani              |
| Trois quarts ailes     | [14] Louis Bielle-Biarrey | [14] Louis Bielle-Biarrey | [14] Louis Bielle-Biarrey | [11] Gatien Massé              | [11] Gatien Massé              | [11] Gatien Massé              |
| Trois quarts centres   | [13] Émilien Gailleton    | [13] Émilien Gailleton    | [13] Émilien Gailleton    | [12] Suleiman Hartzenberg (en) | [12] Suleiman Hartzenberg (en) | [12] Suleiman Hartzenberg (en) |
| Charnière              | [10] Sam Prendergast      | [10] Sam Prendergast      | [10] Sam Prendergast      | [9] Nico Steyn (en)            | [9] Nico Steyn (en)            | [9] Nico Steyn (en)            |
| Troisième ligne centre | [8] Beka Shvangiradze     | [8] Beka Shvangiradze     | [8] Beka Shvangiradze     | [8] Beka Shvangiradze          | [8] Beka Shvangiradze          | [8] Beka Shvangiradze          |
| Troisième ligne aile   | [7] Emeka Ilione (en)     | [7] Emeka Ilione (en)     | [7] Emeka Ilione (en)     | [6] Ross Vintcent              | [6] Ross Vintcent              | [6] Ross Vintcent              |
| Deuxième ligne         | [5] Aleksandre Burduli    | [5] Aleksandre Burduli    | [5] Aleksandre Burduli    | [4] Christ Tshiunza            | [4] Christ Tshiunza            | [4] Christ Tshiunza            |
| Piliers                | [3] Scott Wilson          | [3] Scott Wilson          | [3] Scott Wilson          | [1] Rhys Barratt               | [1] Rhys Barratt               | [1] Rhys Barratt               |
| Talonneur              | [2] Patrick Harrison      | [2] Patrick Harrison      | [2] Patrick Harrison      | [2] Patrick Harrison           | [2] Patrick Harrison           | [2] Patrick Harrison           |

### Meilleurs réalisateurs

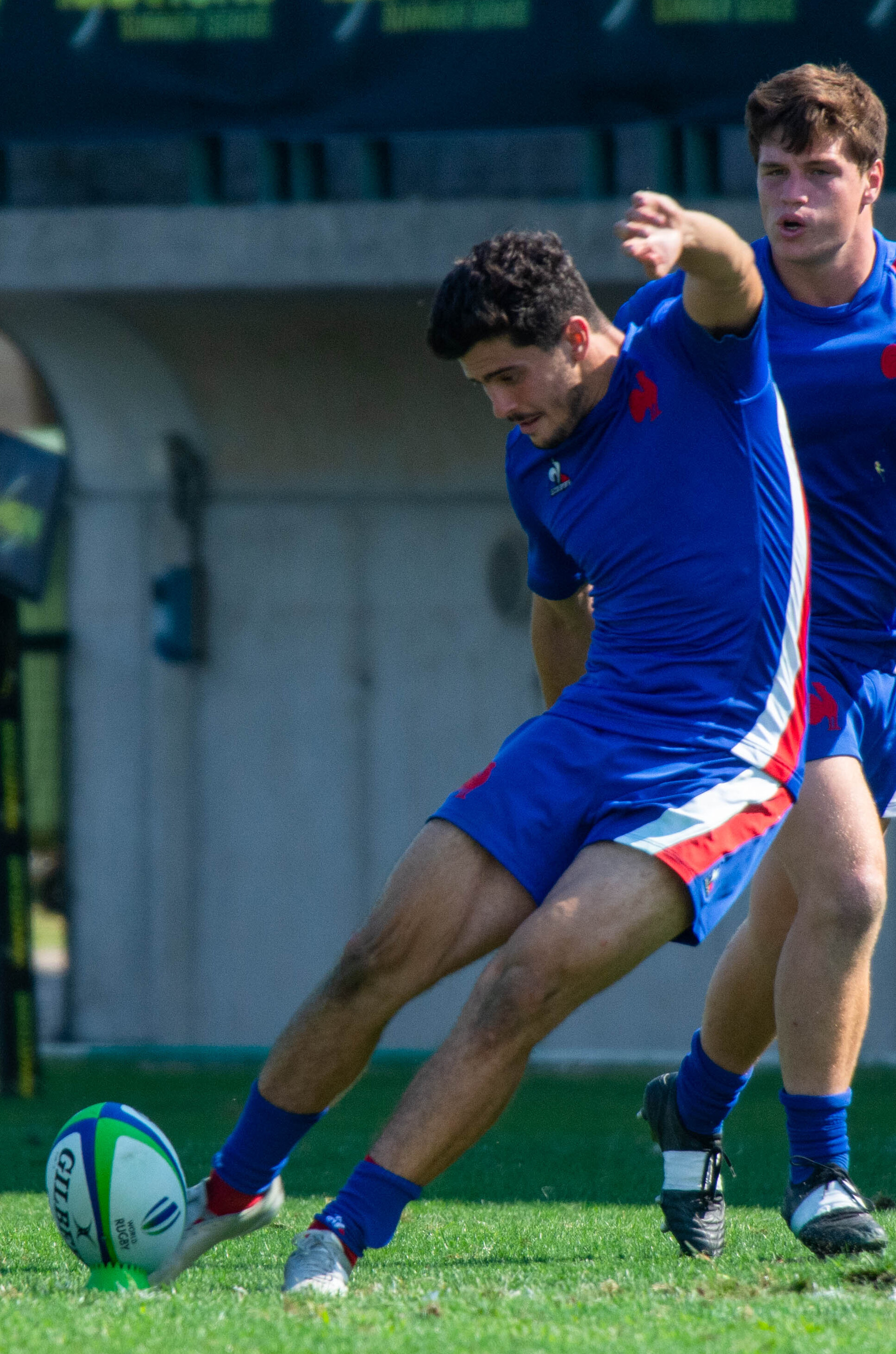
L'arrière français Max Auriac, meilleur réalisateur de la compétition, en train de taper une pénalité.

L'arrière français, Max Auriac, termine meilleur réalisateur de la compétition avec 42 points inscrits, dont un essai, huit transformations et sept pénalités.
| Rang | Joueur                    | Équipe             | Poste            | Points | Essais | Transf. | Pén. | Drops |
| ---- | ------------------------- | ------------------ | ---------------- | ------ | ------ | ------- | ---- | ----- |
| 1    | Max Auriac                | France -20         | Arrière          | 42     | 1      | 8       | 7    | 0     |
| 2    | Sacha Mngomezulu          | Afrique du Sud -20 | Demi d'ouverture | 36     | 0      | 12      | 4    | 0     |
| 3    | Sam Prendergast           | Irlande -20        | Demi d'ouverture | 35     | 1      | 9       | 4    | 0     |
| 4    | Petre Khutsishvili        | Géorgie -20        | Demi d'ouverture | 27     | 0      | 9       | 3    | 0     |
| 5    | Joe Hawkins               | Pays de Galles -20 | Centre           | 25     | 1      | 4       | 4    | 0     |
| 6    | Patrick Harrison          | Écosse -20         | Talonneur        | 25     | 5      | 0       | 0    | 0     |
| -    | Suleiman Hartzenberg (en) | Afrique du Sud -20 | Ailier, centre   | 25     | 5      | 0       | 0    | 0     |
| -    | Tiaan Lange               | Afrique du Sud -20 | Talonneur        | 25     | 5      | 0       | 0    | 0     |
| 9    | Nicolò Teneggi (en)       | Italie -20         | Demi d'ouverture | 23     | 0      | 7       | 3    | 0     |
| 10   | Fin Smith                 | Angleterre -20     | Demi d'ouverture | 20     | 0      | 7       | 2    | 0     |

### Meilleurs marqueurs
Les talonneurs Patrick Harrison et Tiaan Lange, ainsi que l'ailier ou centre Suleiman Hartzenberg (en), terminent meilleur marqueur d'essais de la compétition avec cinq réalisations.

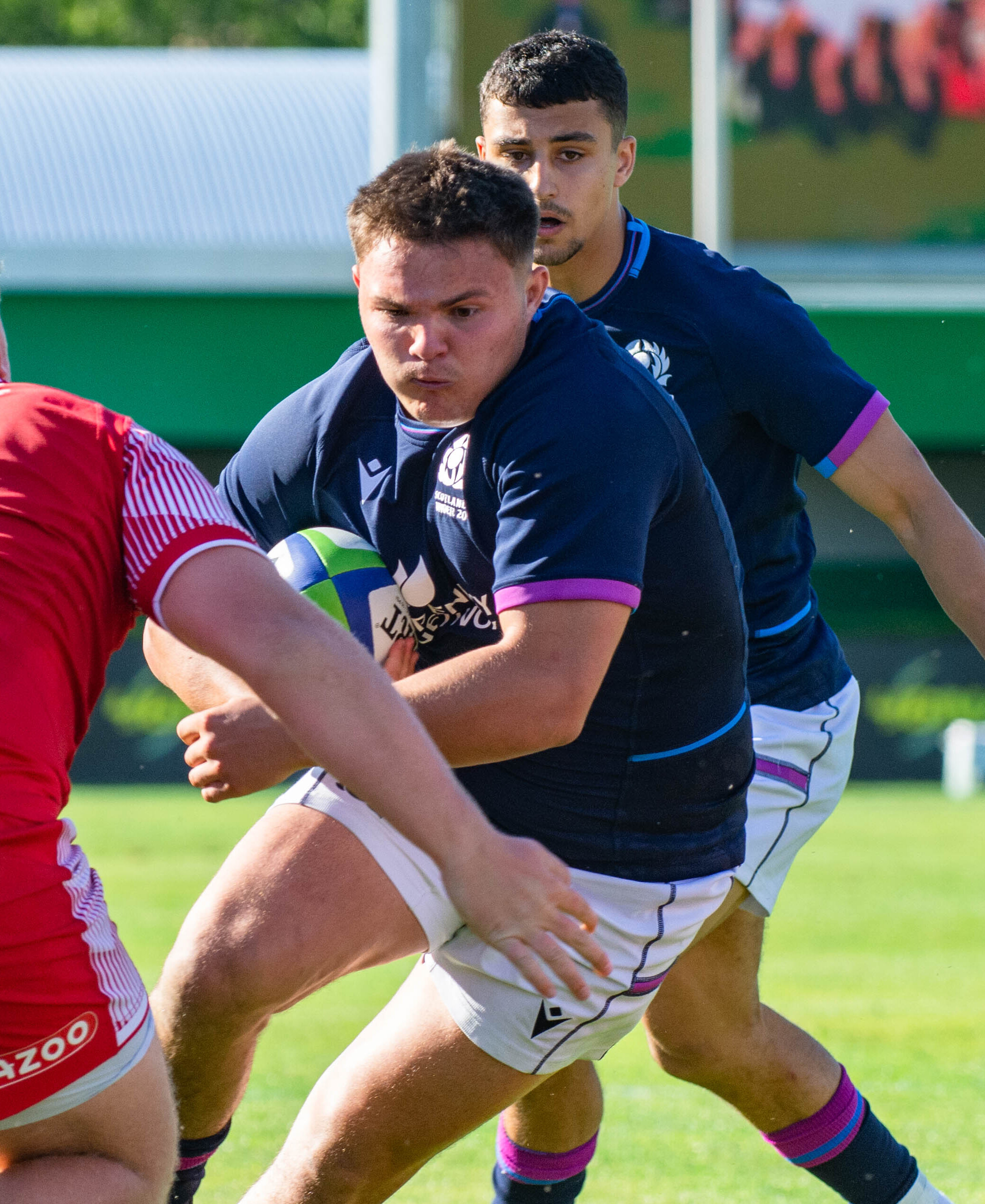
Patrick Harrison ballon en main
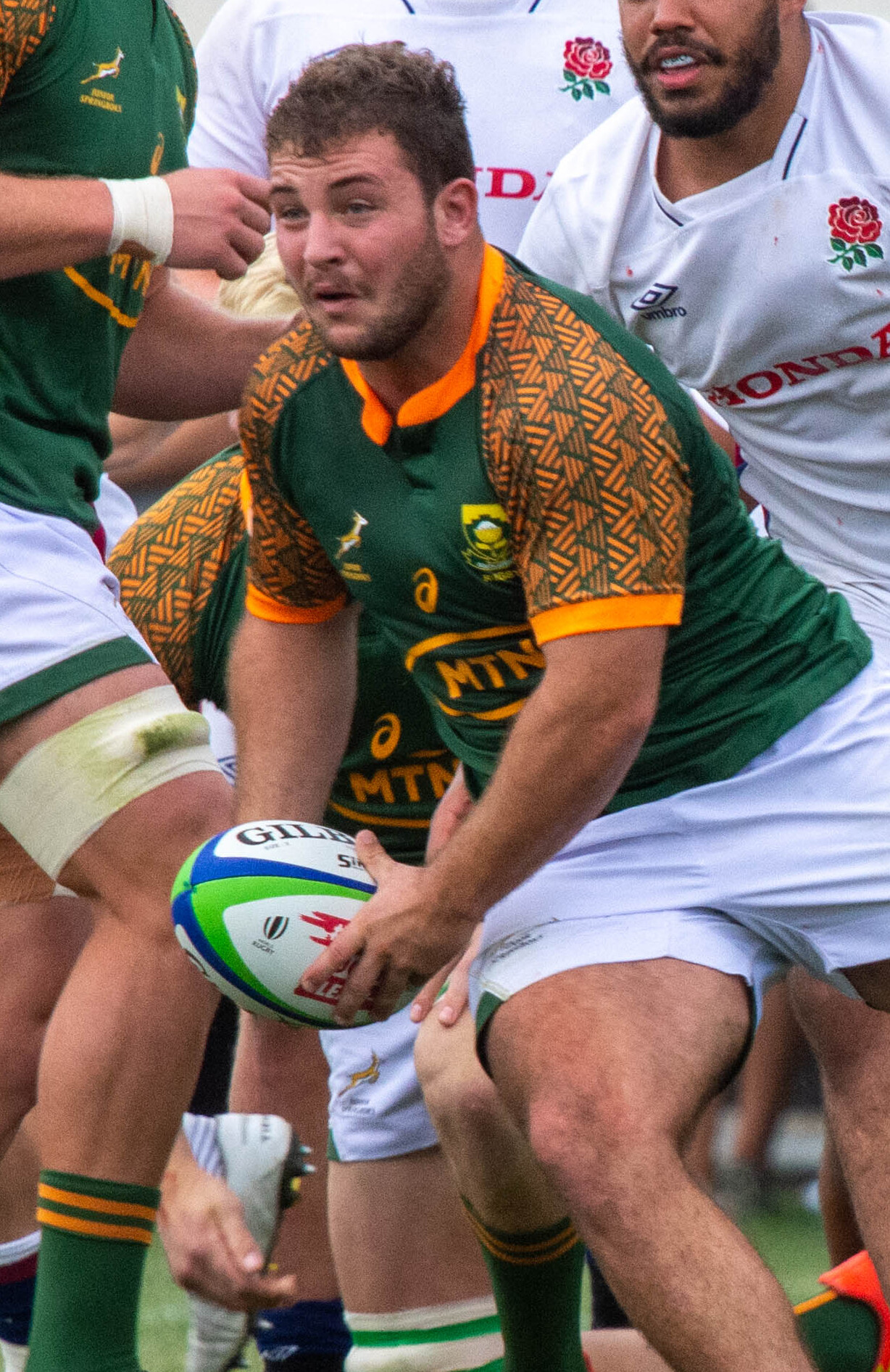
Tiaan Lange
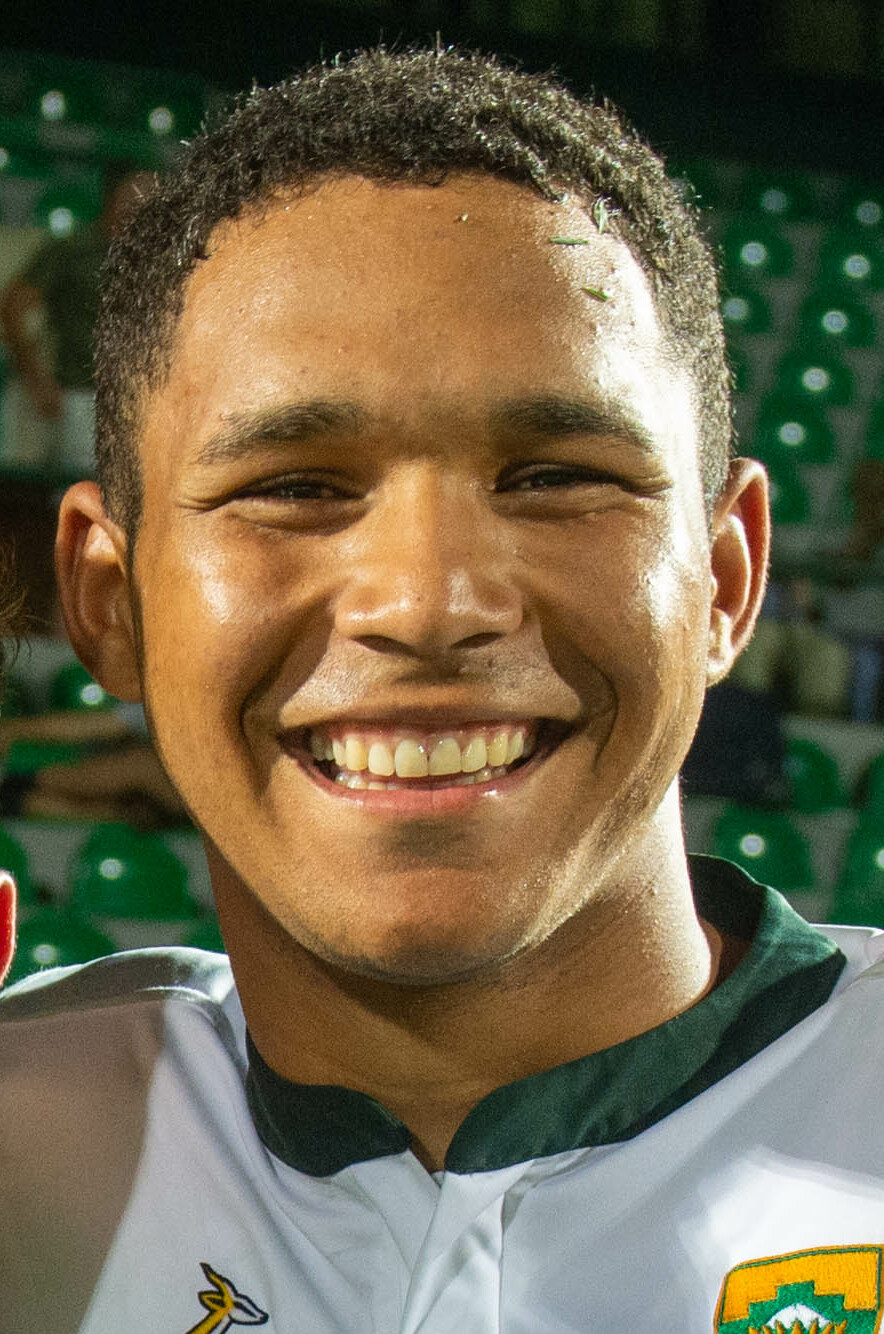
Suleiman Hartzenberg

| Rang | Joueur                    | Équipe             | Poste                  | Essais |
| ---- | ------------------------- | ------------------ | ---------------------- | ------ |
| 1    | Patrick Harrison          | Écosse -20         | Talonneur              | 5      |
| -    | Tiaan Lange               | Afrique du Sud -20 | Talonneur              | 5      |
| -    | Suleiman Hartzenberg (en) | Afrique du Sud -20 | Ailier, centre         | 5      |
| 4    | Louis Bielle-Biarrey      | France -20         | Ailier, arrière        | 3      |
| -    | Federico Cuminetti        | Italie -20         | Ailier                 | 3      |
| -    | Fionn Gibbons (en)        | Irlande -20        | Centre                 | 3      |
| -    | Harri Houston             | Pays de Galles -20 | Ailier                 | 3      |
| -    | Victor Montgaillard       | France -20         | Talonneur              | 3      |
| -    | Tommaso Scramoncin        | Italie -20         | Talonneur              | 3      |
| -    | Beka Shvangiradze         | Géorgie -20        | Troisième ligne centre | 3      |